# Glenn Rhee
Glenn Rhee (conhecido apenas como Glenn nos quadrinhos) é um personagem fictício da série em quadrinhos em preto e branco The Walking Dead, sendo interpretado por Steven Yeun na série de televisão de mesmo nome, produzida e exibida pela AMC. Além disso, ele também aparece no primeiro episódio da série em video game da Telltale Games, sendo dublado por Nick Herman.
Glenn é um jovem entregador de pizza de Atlanta (embora na série de televisão afirme que ele é originalmente do estado de Yeun, Michigan) que é separado de sua família após o surto de zumbis e se junta a um grupo de sobreviventes liderados por Rick Grimes. Glenn é conhecido por ser rápido e engenhoso, o que o torna o principal coletor de suprimentos do grupo. Enquanto o grupo começa a se mover pela região em busca de um lugar seguro, Glenn conhece Maggie Greene e eles se apaixonam. O relacionamento deles é testado de várias maneiras ao longo da série, enquanto sua humanidade é desafiada por inúmeras ameaças, incluindo sobreviventes hostis com os quais o grupo entra em contato. Eles eventualmente se casam e têm um filho, embora Glenn seja morto por Negan antes do nascimento da criança.

## Biografia

### Quadrinhos
Inventivo e inteligente, Glenn conseguiu fugir de Atlanta e se juntou ao grupo de sobreviventes nos limites exteriores da cidade. Devido ao seu conhecimento sobre as ruas de Atlanta, adquiridos devido este ter sido entregador de pizza, Glenn é muitas vezes indicado para ir à cidade em busca de alimentos. Uma vez na cidade, ela acabou salvando Rick Grimes, um policial que estava em busca de sua esposa e filho, que por coincidência, Lori e Carl Grimes estavam no acampamento de Glenn. O uso de suas táticas e sua esperteza em matar zumbis lhe permitiu recuperar com sucesso armas de Jim, em Atlanta.Quando o acampamento é atacado por vários zumbis e pouco depois da morte de Shane, Glenn e seu grupo partem em busca de um lugar seguro e acabam chegando na fazenda da família Greene depois que o filho de Rick, Carl é baleado acidentalmente. Na fazenda, ele desenvolveu uma paixão por Maggie, mas sua timidez inicialmente impediu-o de agir em favor de seus sentimentos.
Ao lado de Maggie e dos outros sobreviventes do grupo, Glenn refugiou-se numa prisão, onde passou a viver, ajudando por diversas vezes o grupo na busca por combustível e suprimentos. Tempos depois, ele foi preso pelo Governador, um encontro que o deixou com cicatrizes físicas e mentais. Glenn foi espancado e forçado a ouvir o Governador brutalmente estuprar Michonne em um cômodo ao lado. Depois de sua fuga e volta para a prisão, a relação de Glenn e Maggie se estabilizou e ele propôs casamento a ela, com um anel roubado do dedo de um zumbi. Logo após o casamento, Glenn e Maggie se ofereceram para se juntar ao grupo que viajou para o Centro do Exército para impedir os inimigos de Woodbury de usar seu combustível para seus veículos. O grupo foi atacado por Bruce e seus amigos. Glenn, distraído, permitiu que Andrea, Bruce e Michonne matassem o resto dos atacantes. Ele defendeu ferozmente a prisão como atirador de frente, a partir de uma torre do portão, quando o Governador decidiu atacar o refúgio. Com o grupo dividido, Glenn decidiu fugir com Dale e Andrea no último minuto, fugindo na RV de Dale, levando consigo Maggie e Sophia, de quem tornou-se pai substituto depois que sua mãe, Carol, entregou-se aos zumbis e deixou-se morrer (neste momento, Sophia viu-o como um pai substituto). Ele, Maggie e Sophia esconderam-se na fazenda de Hershel, junto à Dale e Andrea.
Quando o grupo encontrou sobreviventes na fazenda, Glenn não confiou de imediato em Abraham Ford, Rosita Espinosa e o Dr. Eugene Porter. No entanto, ele concordou em acompanhá-los à Washington, D.C, para uma missão acerca de Eugene, em vez de ficar na fazenda por mais tempo. Na estrada, Maggie tentou suicídio e Glenn brigou com Abraham, com a intenção de matá-lo. A relação de Glenn e Abraham tornou-se hostil, e Maggie, apesar da tentativa de suicídio, sobreviveu. O foco de Glenn passou a ser cuidar de sua nova família e apoiar Maggie, que ficou abalada após a morte de toda a sua família, inclusive seu pai, Hershel. Com o resto do grupo, ele viajou para Alexandria. Glenn adaptou-se à comunidade mais rapidamente do que Rick. As habilidades e agilidade úteis de Glenn fizeram dele um candidato adequado para ser um substituto para o cargo de guardião de Alexandria. O novo trabalho de Glenn deixou Maggie infeliz, devido ao perigo que iria enfrentar, lidando com zumbis, argumentando também que Glenn se ausentaria por muito tempo. Rick pediu a Glenn, devido a sua lealdade a ele, se ele roubaria de volta as armas que foram tomadas por Douglas Monroe, quando eles vieram pela primeira vez para a zona de segurança. Glenn fez uma distração para os sobreviventes da Comunidad,e enquanto ele olhava para a localização das armas para Rick. Rick e Glenn encontraram o arsenal, e Glenn sorrateiramente distribuiu as armas entre os membros de seu antigo grupo.
Temendo um novo ataque depois dos Salvadores, que tentam invadir a comunidade, Glenn convence Maggie a deixar a comunidade com ele e Sophia, e seguir para o cume da colônia, onde ele acredita ser um lugar muito mais seguro. Como eles estavam acampados na estrada depois de dirigir a meio caminho do cume, eles são emboscados por Os salvadores, um grupo de sobreviventes inimigos. Devido ao número de Salvadores já mortos por Rick e o grupo, Glenn é selecionado por eles e violentamente espancado até a morte pelo líder dos Salvadores, Negan, enquanto chora pelo nome de Maggie. O cadáver mutilado de Glenn é largado pelos Salvadores próximo ao grupo, com Rick jurando vingar a morte de Glenn o mais cedo possível.
Sua morte deixa o grupo inicialmente abalado, com Maggie vendo-se em uma confusão emocional e Rick à beira de ceder ao poder de Negan. O corpo de Glenn depois é conduzido pelo grupo ao cume, onde ele é enterrado. Para honrar os desejos finais de Glenn, Maggie decide permanecer no topo da colina com Sophia e começar uma nova vida enquanto aguarda o bebê do casal.

### Série de TV

Glenn Rhee como retratado na série de televisão por Steven Yeun.

#### Primeira temporada
Glenn é visto pela primeira vez orientando Rick Grimes a escapar de uma horda de zumbis na cidade de Atlanta, onde Rick está se escondendo em um tanque de guerra. Usando um rádio para se comunicar com ele, Glenn dá informações para que Rick chegue ao topo do prédio onde ele e seu grupo estão. Eles encontram-se presos em uma loja de departamento, inicialmente, mas conseguem escapar, com Glenn dirigindo um carro para distrair os zumbis ao redor da cidade, enquanto o resto dos sobreviventes fogem em um caminhão. Eles se encontram com o resto dos sobreviventes do acampamento nos arredores de Atlanta, onde Glenn ajuda a distribuir mantimentos. Mais tarde, ele acompanha Rick, Daryl Dixon e T-Dog de volta à Atlanta, em busca de Merle, e ajuda Rick a recuperar as armas que caíram perto do tanque de guerra onde o vice-xerife havia se escondido. No entanto, Glenn acaba sendo sequestrado por uma gangue, que tentam trocá-lo pelas armas. Glenn é liberado mais tarde, quando Rick e Daryl entram em acordo com a gangue (que na verdade, eram guardiões de um asilo) mas seu grupo descobre que o caminhão que eles usavam fora roubado, deixando-os sem escolha a não ser voltar para o acampamento a pé. Glenn e o resto de seus companheiros voltam para o acampamento a tempo de testemunhar uma manada de zumbis invadir e matar muitos dos sobreviventes. Na esteira do massacre, ele auxilia a lidar com os cadáveres e insiste em que o grupo enterre as vítimas ao invés de queimá-las, como fizeram com os zumbis. Em última análise, ele e o resto do grupo deixam o acampamento e seguem para o CDC, em Atlanta onde, por um breve tempo, desfrutam dos luxos que o local oferece. Eles voltam para a estrada novamente, quando o edifício do CDC é destruído por Dr. Jenner, o último médico sobrevivente no local.

#### Segunda temporada
Na 2ª Temporada, Glenn continua a ser um membro valioso para o grupo, ajudando a reparar os itens da RV de Dale e a buscar suprimentos. Quando Carl leva um tiro, disparado acidentalmente por Otis, ele e todos vão parar na fazenda de Hershel Greene, onde ele inicia uma amizade com a filha de Hershel, Maggie Greene. Eles fazem sexo em uma farmácia, enquanto procuram por medicamentos para Carl, e quando Maggie expressa depois que o acontecido foi uma apenas aventura, Glenn continuamente tenta convencê-la de que o romance deve continuar. O amor genuíno começa a se formar entre os dois, o que os leva a considerar um relacionamento sério. Esta consideração parece se abalar, no entanto, quando Maggie se sente frustrada e traída por Glenn, quando ele não cumpre sua promessa de que não iria revelar a existência de zumbis no celeiro da fazenda. A revelação faz com que Shane Walsh abra as portas do celeiro, em protesto, e obriga todos do grupo a matarem os zumbis que lá estavam, em sua maioria a família de Maggie e Hershel e os vizinhos. Entre os zumbis, está também Sophia Peletier, filha de Carol Peletier, que havia se perdido na floresta dias antes. Antes de Glenn e Rick partirem para a cidade, em busca de encontrar Hershel, Maggie diz a Glenn que ela o ama. Glenn a deixa sem dar-lhe resposta. Na cidade, Glenn sente-se envergonhado e culpado, ao encontrar Hershel deprimido em um bar. Ele, Rick e Hershel se envolvem em um tiroteio com estranhos, que também chegaram ao bar, e o questionaram sobre a localidade do grupo. Algum tempo depois, Maggie afirma que perdoa Glenn e os dois se envolvem cada vez mais. No final da temporada, quando a fazenda é invadida por zumbis, Glenn tem um grande papel em sua defesa. Durante o caos, ele convence Maggie a abandonar a fazenda, de modo a evitar qualquer perigo para os dois. Mais tarde, ele garante que sua família está segura, e vendo a oportunidade certa, confessa o seu amor por ela. Os dois finalmente se reencontram com os outros sobreviventes na rodovia. Depois de descobrir que Rick mantinha em segredo o fato de que todos eles estão infectados, Glenn está entre os sobreviventes que questionam a liderança de Rick. Ele e Maggie contemplam deixar o acampamento e abandonar a liderança de Rick. No entanto, ignoram esses pensamentos depois de Rick provoca o grupo com a opção de deixá-lo ou seguir por conta própria.

#### Terceira temporada
Na 3ª temporada Glenn e o grupo encontram uma prisão, onde eles decidem tomá-la e habitar nela. Glenn, Maggie, Rick, T-Dog, Daryl e os outros limpam a prisão, matando todos os zumbis. Eles agora vivem na prisão, porém alguns personagens morrem (T-Dog e Lori), e nasce a bebê Judith, que precisa ser protegida por todos. Glenn e Maggie saem pra pegar comida para a pequena bebê, mas na volta são capturados por Merle (que estava atrás de Michonne), e levados à Woodberry, uma cidade comandada pelo Governador, e lá são obrigados a falar onde estão morando. Depois de um tempo, Michonne chega a prisão, e com ajuda de Rick, Daryl e Oscar, eles voltam a Woodberry, libertam Glenn e Maggie, mas Daryl é capturado e Oscar é morto. Então eles retornam e libertam Daryl e Merle(seu irmão). Glenn e os outros voltam pra prisão, mas o Governador ataca e mata Axel (outro sobrevivente) na 1ª vez. Na 2ª vez que ele ataca, Glenn, Maggie, Carol, Rick, Daryl e Michonne estão preparados, e dessa vez a vitória é deles. Os soldados de Woodburry fogem e o Governador mata todos, somente Martinez e Chumper ficam vivos, e Karem se esconde e sobrevive. Glenn e o grupo vão até Woodburry e levam todos os sobreviventes para a prisão, onde vivem juntos.

#### Quarta temporada
Na 4ª temporada, uma doença causada pela carne dos porcos ataca a prisão, e muitos sobreviventes morrem. Glenn que fazia parte com conselho, fica doente e tem que ficar isolado. Quando a doença é tratada e Glenn está em recuperação, o Governador reuniu um novo grupo, porém maior e mais forte, e ataca a prisão novamente. Ele estava com Michonne e Hershel como reféns, porém Rick não entrega a prisão. O Governador enfurecido, pega a espada de Michonne e decapita a cabeça de Hershel (sogro de Glenn), iniciando a guerra. Nessa guerra inúmeros sobreviventes morrem, assim como o Governador, e a prisão é totalmente destruída. Os poucos sobreviventes fogem pra floresta, e aos poucos vão se encontrando. Glenn, que inicialmente se encontrou com Tara, partiram para a estrada, onde encontraram Abraham, Eugene e Rosita. Logo encontraram Maggie, Sasha e Bob, e partiram para a comunidade de Terminus, onde foram rendidos e obrigados a entrar em um vagão de trem, junto com Rick, Carl, Michonne e Daryl.

#### Quinta temporada
Com a ajuda de Carol, Glenn e os demais conseguem fugir da comunidade de Terminus, onde todos os seus habitantes são canibais. No caminho eles matam o máximo de moradores dali que conseguem, e depois seguem pela floresta. Eles encontram um padre, em apuros, sendo atacado por zumbis. Glenn e os outros salvam o padre, que se chama Gabriel Stokes. O pastor leva os sobreviventes para sua igreja não muito longe dali, e revela estar sem comida por alguns dias. Eles inicialmente desconfiam da bondade do padre, e vão com ele e com um pequeno grupo atrás de suprimentos em uma comunidade próxima.
Mais tarde, durante o jantar, Glenn aceita participar do comboio de Abraham Ford, que levaria o cientista Eugene Porter para Washington, mas antes ajuda a matar todos os canibais de Terminus que sobreviveram. Glenn, Maggie, Tara, Eugene, Rosita e Abraham vão pra Washington, e se despedem dos demais. Quando chegam até a capital, encontram um grande bando de zumbis, e isso faz com que Eugene diga a verdade sobre não ser um cientista. O grupo volta até a igreja para se juntarem novamente a Rick e os demais, porém descobrem por meio de Michonne, Carl e Gabriel que Rick está em Atlanta tentando resgatar Carol e Beth. Eles chegam até o hospital onde Beth e Carol estariam presas, mas ao ver Beth morta nos braços de Daryl, Maggie (esposa de Glenn) chora desesperadamente.
O grupo então vai embora de Atlanta, onde seguem para a comunidade de Noah na Vírginia. Lá o grupo tem mais uma perda e sofrem pela morte de Tyreese. Sem saberem para onde irem, o grupo segue para Washington com intenção de encontrar segurança, já que Eugene mentiu sobre ser cientista e que D.C. teria uma cura para o apocalipse. No caminho eles encontram Aaron, um recrutador de uma cidade de nome Zona Segura de Alexandria. Ele e seu namorado Eric os levam até lá, onde são aceitos pela comunidade e por Deanna Monroe, a líder. Glenn se torna um dos que saem da comunidade em busca de suprimentos. No princípio, ele tem que seguir as ordens de Aiden e Nicholas, mas após estes causarem uma explosão em um estabelecimento, Glenn se torna o novo líder do grupo. Na explosão, Aiden é morto. Nicholas fica revoltado com a liderança de Glenn, e o chama para fora da comunidade, onde tenta matá-lo. Glenn e Nicholas brigam e trocam tiros, mas no final, Glenn decide não matá-lo, mas sim, levá-lo de volta pra comunidade e ensiná-lo a sobreviver.

#### Sexta temporada
Glenn e vários outros da comunidade decidem ir para fora dos muros e levar uma enorme quantidade de zumbis para longe dali, pois mais cedo ou mais tarde eles atravessariam os muros. Glenn, Heath e Nicholas são enviados para eliminar alguns zumbis que estão presos em uma loja, pois estes estão fazendo muito barulho e podem estragar o plano. Glenn executa sua parte da missão e se encontra novamente com Rick, para ajudar a conduzir o bando para longe dali, e quando estão quase conseguindo, uma buzina é acionada do lado de fora da comunidade, o que faz com que a parte detrás da manada entre pela floresta (onde estão Rick, Glenn e alguns outros).
No episódio "Thank You" da 6ª temporada, Glenn, Michonne, Nicholas, Annie, Scott e Heath são emboscados por várias manadas de zumbis numa pequena cidade perto de Alexandria. O grupo se esconde dentro de uma loja de animais, enquanto Glenn tem a ideia de incendiar um prédio para chamar a atenção dos zumbis. Nicholas oferece ajuda, dizendo que havia um prédio onde teria ração seca ideal para um incêndio. Ao chegarem no local, o prédio já havia sido incendiado, e der repente todos os zumbis que se desviaram da estrada aparecem perseguindo os dois por todos os lados. Eles correm para um corredor sem saída e a unica alternativa é subir em cima de um contender de lixo. Nicholas fica perplexo com a cena que vê, com vários zumbis os cercando, e perde as esperanças de sobrevivência. Glenn grita pelo nome de Nicholas, que se suicida com um tiro na cabeça, fazendo com que Glenn caísse juntamente com ele na manada de zumbis. Enquanto Nicholas é dilacerado pelos mortos, Glenn escapa por baixo de uma lixeira, e aguarda ali até os mesmos saírem. Depois que os zumbis se afastam, Glenn encontra Enid e a obriga a voltar pra comunidade com ele.
Após voltar para Alexandria, Glenn e Enid salvam Maggie que estava presa numa plataforma rodeada de mortos, e ajudam a eliminar a horda com vários moradores. Tendo sucesso, Glenn cuida de sua esposa na clínica de Dra. Denise Cloyd, devido a delicada gravidez de Maggie. Meses depois, com a escassez de suprimentos na comunidade, Glenn acaba descobrindo uma solução para o problema. Ele e seu grupo descobre a existência da Colônia Hilltop graças a Paul Rovia – Jesus para os íntimos – e após conseguirem um acordo com a comunidade onde eles iriam receber a metade da produção do lugar, caso acabem com um grupo de bandidos chamado Os Salvadores, o grupo do rapaz resolve atacar a gangue inimiga para conseguir o que queria. Por sua vez, os salvadores não deixaram barato, e acabaram matando um membro de Alexandria que favoreceu a uma sede de vingança por parte de Daryl Dixon, e Glenn para evitá-lo ser morto, foi atrás do homem é acabou sendo capturado com Michonne, pelos homens de Negan. Quando os salvadores também conseguiram capturar o resto do grupo de Rick e os colocar de joelhos na presença do líder Negan, Glenn foi colocado entre seus amigos também e observou o vilão escolher uma vítima e a mata com golpeadas na cabeça usando seu taco de beisebol Lucille.

#### Sétima Temporada
A vítima revelada foi Abraham, que teve sua cabeça completamente destruída por Negan. Abalado, Glenn chora junto com seus companheiros de grupo pela morte do amigo. Daryl em um excesso de fúria se levanta e dá um soco na cara de Negan, após o mesmo provocar Rosita. Logo após isso Negan avisa a Rick e seu grupo que eles precisam conhece-lo. Depois de falar isso, para a surpresa de todos, Negan começa a bater na cabeça de Glenn com seu taco de baisebol, Lucille, até a morte, esmagando a cabeça de Glenn completamente.

### Video game
A aparição de Glenn no primeiro episódio do videogame The Walking Dead é sua primeira aparição cronológica na franquia. O personagem é dublado por Nick Herman. O protagonista Lee Everett trabalha com Glenn em "A New Day", revelando que os dois são de Macon, Geórgia. Glenn se voluntaria para sair e procurar os sobreviventes escondidos na farmácia da família de Lee, mas é preso por caminhantes em um motel local enquanto tenta resgatar uma garota presa, e o jogador do jogo deve agir para salvá-lo. A menina, que foi infectada, acaba se matando antes que Glenn ajude o grupo de Lee a escapar. Glenn decide deixar o grupo no final do episódio e voltar a Atlanta para encontrar seus amigos, vinculando sua aparição nos quadrinhos.

## Desenvolvimento e recepção

### Escolha para o elenco e caracterização
Steven Yeun foi anunciado para fazer parte do elenco principal em maio de 2010, junto com Laurie Holden. O ex-showrunner e produtor executivo Glen Mazzara descreveu Glenn como "o coração do show". Ele disse que "todo mundo adora esse personagem; todo mundo está torcendo por esse personagem. Ele pode ser torturado e sensível, mas sempre é um herói". Robert Kirkman descreveu Glenn como sendo "essencial para impedir [a série] de ser a coisa deprimente implacável que definitivamente tem potencial para ser. Qualquer coisa otimista ou edificante geralmente vem desse personagem. Também acho que a relação de Glenn com Maggie é os mais claros sentidos de esperança que você obtém com a história".
Glen Mazzara confirmou que o sobrenome de Glenn na série é Rhee. O sobrenome de Glenn também está listado em sua página no site oficial de The Walking Dead da AMC. O sobrenome nunca havia sido mencionado na série de TV até a temporada 7, episódio 5, "Go Getters", quando Maggie diz a Gregory: "Meu nome é Maggie, Maggie Rhee".

### Crítica proficional
A representação de Glenn por Yeun foi elogiada, particularmente por quebrar estereótipos na tela associados a homens asiático-americanos e pela profundidade do relacionamento do personagem com Maggie. Em maio de 2011, ele recebeu uma indicação ao Saturn Award de Melhor Ator Coadjuvante na Televisão.
O episódio "Cherokee Rose" marca o primeiro encontro sexual de Glenn e Maggie. Os críticos elogiaram o desenvolvimento do relacionamento entre Maggie e Glenn. Andrew Conrad do The Baltimore Sun afirmou que o enredo resumia um "romance quente", enquanto Aaron Rutkoff do The Wall Street Journal o chamou de "o momento mais engraçado da série". Goldman opinou que seu encontro sexual parecia genuíno; "Ele é um cara legal, ela parece uma garota legal, e pareceu genuíno quando ela percebeu que se sentia muito sozinha também e pronta para alguma companhia". Nick Venable, do Cinema Blend, sentiu que as interações entre Maggie e Glenn eram os destaque do episódio. "Fico feliz que os escritores estejam apresentando este ponto da trama dos quadrinhos, já que este programa precisa seriamente de um casal sem armários cheios de esqueletos. Quando Glenn acidentalmente pega uma caixa de preservativos para Maggie ver, eu ri muito. A conversa que se seguiu também foi engraçada, o que me faz pensar por que o humor recebe menos atenção no show". Jackson ficou surpreso com a cena e chamou-a de "inesperada".
Nas revistas em quadrinhos e na televisão, Glenn é assassinado por Negan, que usa seu infame bastão de arame farpado "Lucille" para esmagar repetidamente sua cabeça até virar uma polpa enquanto sua esposa e amigos assistem horrorizados e impotentes após serem capturados pelos salvadores. Há uma diferença em como sua morte ocorre: nas histórias em quadrinhos, depois de ser forçado a se ajoelhar, Glenn foi revelado como a vítima escolhida para morrer. No entanto, Abraham Ford recebeu esse destino na TV no episódio "The Day Will Come When You Won't Be". Glenn ainda foi morto no mesmo episódio, com sua morte sendo resultado de Daryl Dixon desobedecer às regras de Negan. As mortes geraram um debate significativo sobre a direção do show. Alguns telespectadores e críticos consideraram as mortes violentas demais, com alguns deles afirmando que o programa foi longe demais ou que parariam de assisti-lo; outros achavam que a morte de Glenn era necessária porque reflete a versão dos quadrinhos e que ambas as mortes mostram o quão brutal Negan pode ser. 
Noel Murray da Rolling Stone' classificou Glenn Rhee em sexto lugar em uma lista dos 30 melhores personagens de Walking Dead, dizendo: "Antes de seu assassinato, o sempre otimista ex-entregador estava na série há tanto tempo quanto Rick, e embora ele parecia estar morto várias vezes antes, nosso homem Glenn de alguma forma perseverou todas as vezes... exceto a última vez. Seu destino final parece marcar uma virada na trama, sinalizando o fim do espírito de vanguarda do sobrevivente e o amanhecer de desespero. Para muitos, o personagem de Steven Yuen era o coração e a alma do show. RIP".